# Лалонде Гордън
Лалонде Гордън (на английски: Lalonde Gordon) е лекоатлет от Тринидад и Тобаго, специализиран в бягането на 400 метра.

## Биография
Участва на Световното първенство по лека атлетика в зала на Международната асоциация на лекоатлетическите федерации в Истанбул през 2012 година. На този турнир спечелва бронзов медал в щафетата 4 х 400 метра, като отборът му подобрява националния рекорд в зала на тази дисциплина, финиширайки за 3 минути и 6,85 секунди.
Състезава се на XXX летни олимпийски игри в Лондон през 2012 година, където спечелва два бронзови медала. На финала в бягането на 400 метра Гордън пробягва дистанцията за 44,52 секунди, с което заема трето място и подобрява своето най-добро лично постижение. Със спечеления медал лекоатлетът се превръща във втория състезател в историята на Тринидад и Тобаго, който е носител на олимпийско отличие в тази дисциплина. Гордън също спечелва бронзов медал в щафетата 4 x 400 метра, където отборът му пробягва дистанцията за 2 минути и 59,40 секунди, което е нов национален рекорд.

## Лични рекорди
| Дистанция        | Време         |
| ---------------- | ------------- |
| 200 метра        | 20,63 секунди |
| 200 метра (зала) | 20,58 секунди |
| 400 метра        | 44,52 секунди |
| 400 метра (зала) | 46,43 секунди |